# (6059) Diefenbach
(6059) Diefenbach ist ein Asteroid des Hauptgürtels, der am 11. Oktober 1979 von der tschechischen Astronomin Zdeňka Vávrová am Kleť-Observatorium (IAU-Code 046) Südböhmen in der Nähe der Stadt Český Krumlov entdeckt wurde.
Der Asteroid wurde am 25. November 2015 nach dem deutschen Maler und Sozialreformer Karl Wilhelm Diefenbach (1851–1913) benannt, der als einer der bedeutendsten Vorkämpfer der Lebensreform, der Freikörperkultur und der Friedensbewegung und eigenständiger Vertreter des Symbolismus gilt.